# Polyrhaphis batesi
Polyrhaphis batesi là một loài bọ cánh cứng trong họ Cerambycidae.